# Антенна (фильм, 2007)
«Антенна» (исп. La Antena) — чёрно-белый аргентинский фильм 2007 года, сценаристом и режиссёром которого выступил Эстебан Сапир. Роли исполняют Алехандро Урдапильета, Рафаэль Ферро, Флоренсия Рагги и другие.
«Антенна» стилизована под немые фильмы 1920-30 годов с киноцитатами из Фрица Ланга, Мурнау и классики советского киноавангарда, а также узнаваемыми визуальными символами (гермошлемом космонавта с надписью СССР, противопоставленными щитами в форме свастики и звезды Давида).

## Сюжет
В антиутопическом антураже сюрреалистического безымянного города «в год ХХ» живут люди, лишившиеся своих голосов — их похитил тоталитарный правитель города, Мистер ТВ, подпитывая свою абсолютную власть. Жизнь жителей города однообразна и пуста, они днями напролёт смотрят телевизор, едят одну и ту же пищу. Однако они всё ещё могут общаться, читая по губам, и Мистер ТВ решает украсть и слова, похитив певицу Голос — единственную в городе, кто сохранил способность говорить (но лишённую лица) — и её сына Томаса (также наделённого голосом, хотя это и скрывают).

## В ролях
- Алехандро Урдапиллета — Мистер ТВ
- Валерия Бертучелли — сын Мистера ТВ
- Рафаэль Ферро — изобретатель
- Флоренсия Рагги — Голос
- Хулиета Кардинали — медсестра
- Соль Морено — Ана
- Рикардо Меркин — Дед
- Карлос Пиньеро — Доктор Y
- Рауль Хохман — Человек-Крыса
- Джонатан Шандор — Томас
- Густаво Пасторини

## Премьера
Премьера фильма состоялась на Роттердамском кинофестивале 24 января 2007 года. Это был первый случай за 36 лет, что один и тот же фильм был выбран и для официального конкурса, и для открытия этого кинофестиваля.

## Награды
Победы
- Награда газеты «Clarín»: лучший режиссёр (Эстебан Сапир); лучшая оригинальная музыка (Лео Суятович); 2007.
- Награда Ассоциации кинокритиков Аргентины: лучший режиссёр (Эстебан Сапир); лучший монтаж (Пабло Барбьери Каррера); лучший звук (Хосе Луис Диас); 2008.
- Международный кинофестиваль «Ночь ужасов»: лучший фильм на иностранном языке; 2008.
- Кинофестиваль Фант-Азия: третье место; 2008.